# 第35回ダヴィッド・ディ・ドナテッロ賞
第35回ダヴィッド・ディ・ドナテッロ賞（だい35かいダヴィッド・ディ・ドナテッロしょう）の授賞式は、 1990年6月2日にローマで行われた。

## 受賞とノミネート一覧
太字が受賞者。

### 作品賞
- 宣告 Porte aperte（監督：ジャンニ・アメリオ）
- 赤いシュート Palombella rossa（監督：ナンニ・モレッティ）
- ボイス・オブ・ムーン La voce della luna（監督：フェデリコ・フェリーニ）
- Il male oscuro（監督：マリオ・モニチェッリ）
- いつか見た風景 Storia di ragazzi e di ragazze（監督：プーピ・アヴァーティ）

### 監督賞
- マリオ・モニチェッリ（『Il male oscuro』）
- ジャンニ・アメリオ（『宣告』）
- プーピ・アヴァーティ（『いつか見た風景』）
- フェデリコ・フェリーニ（『ボイス・オブ・ムーン』）
- ナンニ・ロイ（『Scugnizzi』）
- ナンニ・モレッティ（『赤いシュート』）

### 新人監督賞
- リッキー・トニャッツィ（『Piccoli equivoci』）
- ジャコモ・カンピオッティ（『春のかけ足』）
- ジャンフランコ・カビッドゥ（『Disamistade』）
- リヴィア・ジャンパルモ（『Evelina e i suoi figli』）
- モニカ・ヴィッティ（『Scandalo segreto』）

### 脚本賞
- プーピ・アヴァテーィ（『いつか見た風景』）
- ナンニ・モレッティ（『赤いシュート』）
- スーゾ・チェッキ・ダミーコ、トニーノ・グエッラ（『Il male oscuro』）
- ジャンニ・アメリオ、ヴィンセンツォ・チェラーミ、アレッサンドロ・セルモネータ（『宣告』）
- ナンニ・ロイ、エルヴィオ・ポルタ（『Scugnizzi』）

### プロデューサー賞
- マリオ・チェッキ・ゴーリ、ヴィットリオ・チェッキ・ゴーリ、ジャンニ・ミネルヴィーニ（『Turné』）
- マリオ・オルフィーニ（『Mio caro dottor Gräsler』）
- アンジェロ・バルバガッロ、ナンニ・モレッティ（『赤いシュート』）
- アンジェロ・リッツォーリ・ジュニア（『宣告』）
- ジョヴァンニ・ディ・クレメンテ（『Scugnizzi』）
- マリオ・チェッキ・ゴーリ、ヴィットリオ・チェッキ・ゴーリ（『ボイス・オブ・ムーン』）

### 主演女優賞
- エレナ・ソフィア・リッチ（『Ne parliamo lunedì』）
- ヴィルナ・リージ（『Buon Natale... buon anno』）
- ステファニア・サンドレッリ（『Evelina e i suoi figli』）
- リーナ・サストリ（『Piccoli equivoci』）
- アンナ・ボナイウート（『Donna d'ombra』）

### 主演男優賞
- パオロ・ヴィッラッジョ（『ボイス・オブ・ムーン』）
- ジャン・マリア・ヴォロンテ（『宣告』）
- マッシモ・トロイージ（『BARに灯ともる頃』）
- セルジオ・カステッリット（『Piccoli equivoci』）
- ジャンカルロ・ジャンニーニ（『Il male oscuro』）
- ナンニ・モレッティ（『赤いシュート』）

### 助演女優賞
- ナンシー・ブリッリ（『Piccoli equivoci』）
- ステファニア・サンドレッリ（『Il male oscuro』）
- パメラ・ヴィッロレージ（『Evelina e i suoi figli』）
- マリエッラ・バレンティーニ（『赤いシュート』）
- アマンダ・サンドレッリ（『Amori in corso』）

### 助演男優賞
- セルジオ・カステッリット（『Tre colonne in cronaca』）
- エンニオ・ファンタスティキーニ（『宣告』）
- アレッサンドロ・アベル（『Willy Signori e vengo da lontano』）
- ヴィットリオ・カプリオーリ（『Il male oscuro』）
- ロベルト・チトラン（『Piccoli equivoci』）

### 撮影監督賞
- ジュゼッペ・ロトゥンノ（『Mio caro dottor Gräsler』）
- トニーノ・ナルディ（『宣告』）
- トニーノ・デリ・コリ（『ボイス・オブ・ムーン』）
- パスクァリーノ・デ・サンティス（『パレルモ』）
- ルチアーノ・トヴォリ（『BARに灯ともる頃』）

### 作曲賞
- クラウディオ・マットーネ（『Scugnizzi』）
- マリオ・ナシンベーネ（『Blue dolphin - l'avventura continua』）
- リズ・オルトラーニ（『いつか見た風景』）
- ニコラ・ピオヴァーニ（『ボイス・オブ・ムーン』）
- アルマンド・トロヴァヨーリ（『BARに灯ともる頃』）

### オリジナル歌曲賞
- クラウディオ・マットーネ（『Scugnizzi』）
- フィオレンツォ・カルピ（『Il prete bello』）
- マリオ・ナシンベーネ（『Blue dolphin - l'avventura continua』）
- エンニオ・モリコーネ（『Mio caro dottor Gräsler』）
- エンツォ・ヤンナッチ、パオロ・ヤンナッチ（『Piccoli equivoci』）

### 美術賞
- ダンテ・フェレッティ（『ボイス・オブ・ムーン』）
- ジャンティート・ブルキエッラーロ（『Mio caro dottor Gräsler』）
- アメデオ・ファーゴ、フランコ・ヴェルキ（『宣告』）
- マリオ・ガルブリア（『L’avaro』）
- フランコ・ヴェルキ（『Il male oscuro』）

### 衣装デザイン賞
- ジャンナ・ジッシ（『宣告』）
- ミレーナ・カノネロ、アルベルト・ヴェルソ（『Mio caro dottor Gräsler』）
- マウリツィオ・ミッレノッティ（『ボイス・オブ・ムーン』）
- ダンダ・オルトナ（『Scugnizzi』）
- グラツィエッラ・ヴィルジリ（『いつか見た風景』）

### 編集賞
- ニーノ・バラーリ（『ボイス・オブ・ムーン』）
- ニーノ・バラーリ（『Turné』）
- ルッジェロ・マストロヤンニ（『Dimenticare Palermo』）
- シモーナ・パッジ（『宣告』）
- アメディオ・サルファ（『いつか見た風景』）

### 録音賞
- レーモ・ウゴリネッリ（『宣告』）
- フランコ・ボルニ（『赤いシュート』）
- ティツィアーノ・クロッティ（『Turné』）
- ラファエル・デ・ルーカ（『いつか見た風景』）
- レーモ・ウゴリネッリ（『Piccoli equivoci』）

### 外国人監督賞
- ルイ・マル（『五月のミル』）
- ピーター・ウィアー（『いまを生きる』）
- ウディ・アレン（『ウディ・アレンの重罪と軽罪』）
- オリバー・ストーン（『7月4日に生まれて』）
- ロブ・ライナー（『恋人たちの予感』）

### 外国脚本賞
- ウディ・アレン（『ウディ・アレンの重罪と軽罪』）

### 外国プロデューサー賞
- ノエル・ピアソン（『マイ・レフトフット』）

### 外国人女優賞
- ジェシカ・タンディ（『ドライビング Miss デイジー』）
- キャスリーン・ターナー（『ローズ家の戦争』）
- メグ・ライアン（『恋人たちの予感』）
- ミウ＝ミウ（『五月のミル』）
- ミア・ファロー（『ウディ・アレンの重罪と軽罪』）

### 外国人男優賞
- フィリップ・ノワレ（『素顔の貴婦人』）
- ウディ・アレン（『ウディ・アレンの重罪と軽罪』）
- ロビン・ウィリアムズ（『いまを生きる』）
- トム・クルーズ（『7月4日に生まれて』）
- マイケル・ダグラス（『ローズ家の戦争』）

### 外国映画賞
- いまを生きる（監督：ピーター・ウィアー）
- ウディ・アレンの重罪と軽罪（監督：ウディ・アレン）
- 五月のミル（監督：ルイ・マル』）
- リユニオン -再会-（監督：ジェリー・シャッツバーグ）
- 素顔の貴婦人（監督：ベルトラン・タヴェルニエ）

### アリタリア航空賞
- ニーノ・マンフレディ

### ダヴィッド・ルキノ・ヴィスコンティ賞
- エリック・ロメール

### ダヴィッド特別賞
- アルベルト・ソルディ